# Indywidualne Mistrzostwa Europy w Grass Tracku 2013
Indywidualne Mistrzostwa Europy na torze trawiastym 2013 – zawody żużlowe, mające na celu wyłonienie medalistów indywidualnych mistrzostw Europy na torze trawiastym w sezonie 2013. W finale zwyciężył Holender Jannick de Jong.

## Finał
- Bielefeld, 21 lipca 2013

| Msc. | Zawodnik             | Klub            | Pkt     |           |  |
| ---- | -------------------- | --------------- | ------- | --------- |  |
| 1    | Jannick de Jong      | Holandia        | 19 +5   | (5,5,4,5) |  |
| 2    | Dirk Fabriek         | Holandia        | 11 +4+4 | (2,5,3,1) |  |
| 3    | Richard Speiser      | Niemcy          | 18 +3   | (4,4,5,5) |  |
| 4    | Jörg Tebbe           | Niemcy          | 15 +2   | (3,3,5,4) |  |
| 5    | Enrico Janoschka     | Niemcy          | 11 +5+1 | (3,4,3,1) |  |
| 6    | Stephan Katt         | Niemcy          | 17 +ns  | (5,3,4,5) |  |
| 7    | Matthias Kröger      | Niemcy          | 14 +3   | (4,5,2,3) |  |
| 8    | David Howe           | Wielka Brytania | 14 +2   | (2,4,4,4) |  |
| 9    | Josef Franc          | Czechy          | 13 +1   | (5,1,5,2) |  |
| 10   | Mathieu Tressarieu   | Francja         | 12 +d   | (4,2,3,3) |  |
| 11   | Stephane Tressarieu  | Francja         | 9 + 5   | (1,2,2,4) |  |
| 12   | Paul Cooper          | Wielka Brytania | 4 +4    | (2,d,w,2) |  |
| 13   | Mark Stiekema        | Holandia        | 8 +3    | (1,3,1,3) |  |
| 14   | Joel Nyström         | Szwecja         | 5 +2    | (3,2,0,0) |  |
| 15   | Alessandro Milanese  | Włochy          | 3 +1    | (0,1,1,1) |  |
| 16   | Richard Wolff        | Czechy          | 6 +d    | (1,1,2,2) |  |
| 17   | rez. Glen Phillips   | Wielka Brytania | 1       | (1)       |  |
| 18   | Erik Eijbergen       | Holandia        | 0       | (0,0,0,0) |  |
| 19   | Jerome Lespinasse    | Francja         | 0       | (d,0,0,0) |  |
| 20   | rez. Charlie Sanders | Wielka Brytania | ns      |           |  |

Biegi finałowe
- Finał C: S.Tresarrieu, Cooper, Stiekema, Nyström, Milanese, Wolff (d)
- Finał B: Janoschka, Fabriek, Kröger, Howe, Franc, M.Tresarrieu (d)
- Finał A: de Jong, Fabriek, Speiser, Tebbe, Janoschka, Katt (ns)